# Staročerkasskaja
Staročerkasskaja è una città russa, chiamata Čerkassk (in russo Черка́сск?) fino al 1805.